# Matz Mainka
Matz Mainka (* 1959) ist ein deutscher Illustrator, Comiczeichner und -autor.

## Leben
Er studierte in Hamburg Grafik und Illustration. 1986 illustrierte er das Cover für die im Hamburger Label Weird System erschienene Punk-CD Paranoia You Can Dance To.
Im August 1991 erschien unter dem Titel Werwölfe sein erstes Comicalbum beim Carlsen Verlag. In diesem geht es um Kinder, die kurz nach dem Zweiten Weltkrieg um ihr Überleben kämpfen müssen. Kurze Zeit später wurde Mainka vom japanischen Verlag Kōdansha nach Japan eingeladen, um das Szenario für eine in Hamburg spielende Episode von Tsutomu Takahashis Detektiv-Serie Jiraishin zu entwerfen. Die Episode wurde ein Erfolg (und wurde von Carlsen auch im deutschsprachigen Raum veröffentlicht), woraufhin der Verlag Mainka ein dreimonatiges Studium in Tokio ermöglichte. In Japan lernte er die spanische Illustratorin Ana Juan kennen und begann eine Beziehung mit ihr.
Der Comiczeichner ging nach dem Japan-Aufenthalt nach Madrid, wo er heute lebt und arbeitet. Im spanischen Ponent-Mon-Verlag brachte er 2002 das Album 1928 – Una Historia de Hamburgo heraus, das derselbe Verlag im Juni 2003 auch auf Deutsch unter dem Titel 1928 – Eine Hamburger Geschichte verlegte. In dem historischen Comic geht es um Kinder, die vor Beginn des Dritten Reiches einen Mord an einem Kommunisten durch Nationalsozialisten beobachten.